# Schloss Gleißen
Schloss Gleißen (polnisch Pałac w Gliśnie) ist ein Schloss im neumärkischen Glisno.

## Geschichte
Der Ort ist 1421 erstmals im Zusammenhang mit einer Witwenausstattung einer Margarethe, Witwe von Nysch Zymütz, genannt. Für 1461 sind die Czinnitz und Othwich als Eigentümer belegt, für 1463 ist Verpfändung des Gutes Gleißen durch die von Waldow belegt. Um 1500 war Georg Sack Eigentümer, danach kam Gleißen in den Besitz des Brandenburgischen Kurfürsten Joachim I.
Ab dem 16. Jahrhundert war der Besitz wieder in Händen derer von Waldow. Im Dreißigjährigen Krieg wurde das Gut stark in Mitleidenschaft gezogen und später teils an die von der Marwitz verkauft.
Während des Siebenjährigen Kriegs wurde Gleißen 1758 Sitz des russischen Generalstabs. Im Jahr 1777 ist der Erwerb durch Gottlob von Troschke belegt, jedoch wird 1783 ein von Poser als Besitzer genannt, der wohl 1793 den Umbau des Schlosses im Spätrokokostil beauftragte. Zum Gut gehörten zu dieser Zeit die Wirtschaftshöfe Gehauenstein (heute: Niemojewo), Helminenwalde (Ordzików) uns Posersfeld (Osieszyce).
1818 erwarb der Berliner Bürger Israel Moses Henochsohn das Rittergut und investierte viel in den Ort. In den 1820er Jahren wurde das Schloss um- und ausgebaut. Die wiederum nachfolgenden von der Marwitz ließen 1837 eine Kirche und ein Mausoleum nach Plänen von Karl Friedrich Schinkel erbauen. Ab 1842 waren die Müller Besitzer, ab 1856 Carl Otto von Wartenberg. Das Schloss wurde 1910 um 13 m lange Flügelbauten erweitert.
Nach der polnischen Annexion der Region wurde das Anwesen verstaatlicht. Zwischen 1969 und 1972 wurde der Bau zur Nutzung als Betriebserholungsstätte saniert.

## Bauwerk

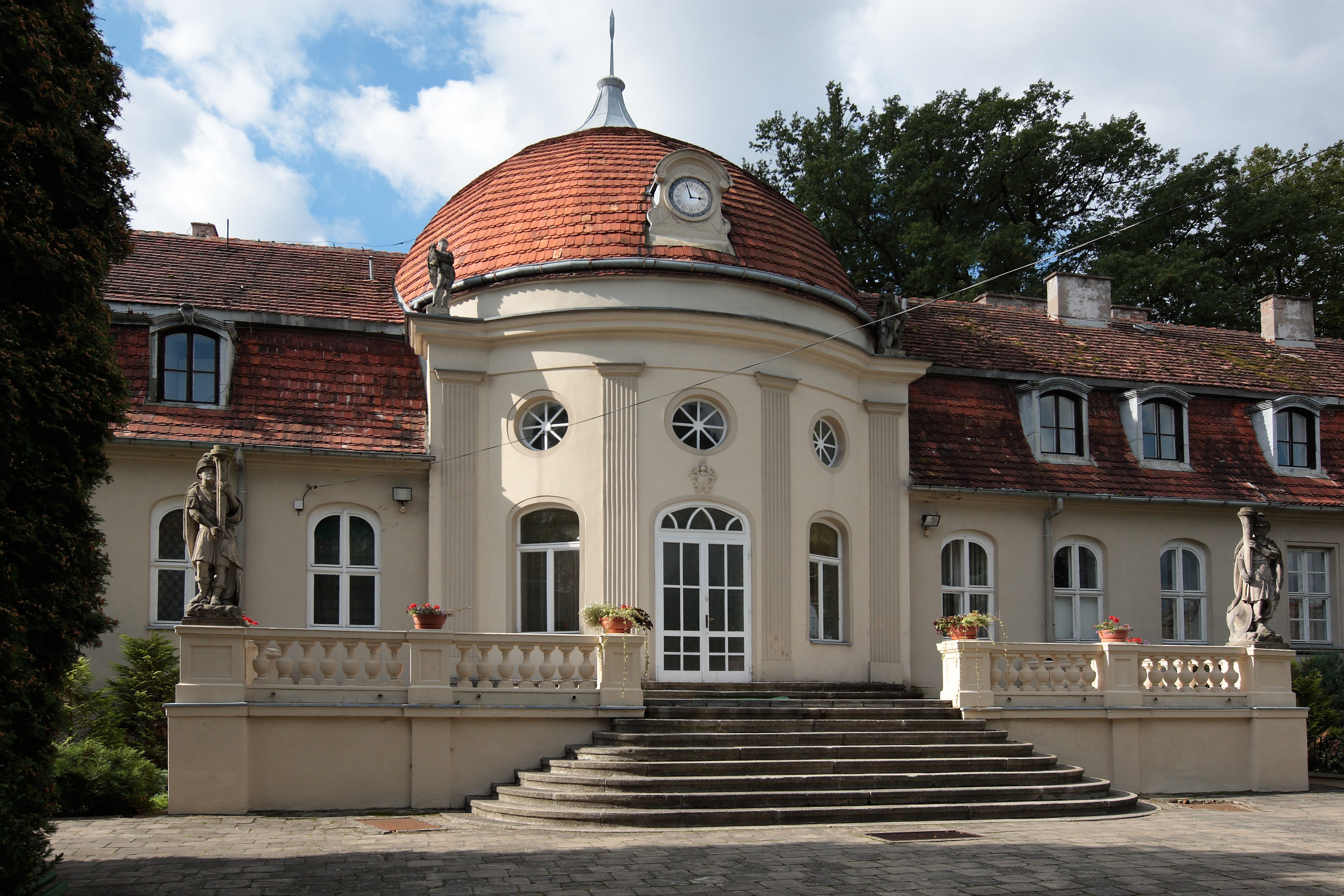
Eingangsseite

Ein erstes Gutshaus an Stelle des heutigen Schlosses bestand wohl schon im 16. Jahrhundert. Dieses war vermutlich der urkundlich belegte Oberhof, während der Mittelhof und der Wüstenhof weitere Adelssitze bildeten.
Der heutige Schlossbau von 1793 im Stil des Spätbarock richtete sich nach dem Vorbild der Sommerresidenz Schloss Sanssouci von Knobelsdorff. Im Unterschied zu diesem befindet sich Gleißen jedoch am Fuß eines Hügels. Der eingeschossige Bau besitzt ein Mansarddach mit Gauben und Zwerchgiebeln. In der Mittelachse bildet ein ovaler Saal einen dominanten Risalit. Ein bereits 1765 im Havelland errichtetes Gutshaus, das sich Sanssouci zum Vorbild nahm, ist das ebenfalls im 19. Jahrhundert an die Marwitz gekommene Groß Kreutz.